# Louder!
Louder! è il primo album in studio della cantante messicana Sofía Reyes, pubblicato nel 2017.

## Tracce
1. Muévelo (featuring Wisin) – 3:32
2. De aquí a la Luna – 3:09
3. Solo yo (with Prince Royce) – 4:08
4. Don't Mean a Thing – 3:14
5. Your Voice – 3:30
6. Puedes ver pero no tocar – 3:29
7. Louder! (Love Is Loud) (featuring Francesco Yates & Spencer Ludwig) – 3:16
8. Llegaste Tú (featuring Reykon) – 3:45
9. Conmigo (Rest of Your Life) – 3:18
10. Girls – 2:56
11. Paraiso – 3:07
12. How to Love (Spanish version) (Cash Cash featuring Sofía Reyes) – 3:39